# Castelo do Warthenberg

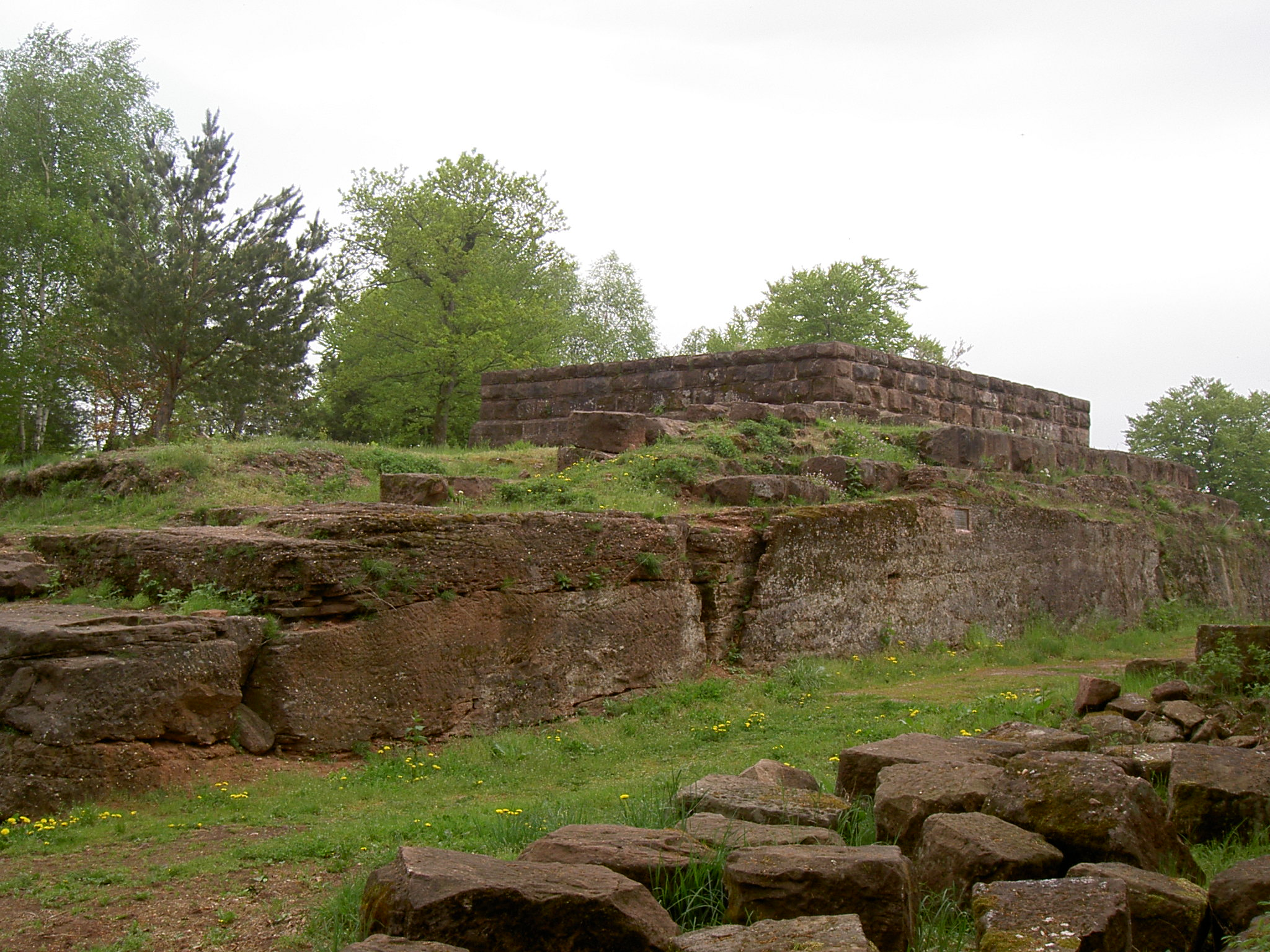
Ruínas do Chateau du Warthenberg

O Château du Warthenberg é um castelo em ruínas na comuna de Ernolsheim-lès-Saverne, no departamento de Bas-Rhin, Alsácia, França. É classificado como um monumento histórico desde 1994.